# 陈宧
陈宧（1870年3月—1939年10月24日）字養鈿，号二庵，湖北省德安府安陸县人，出身清末監生，曾就讀於京師大學堂、留學德國，中华民国北洋政府将领。

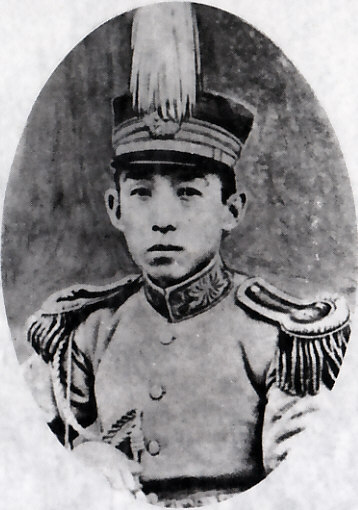

## 生平

### 清末、民国成立後的事迹
名宧（yí [宜]，意為「房屋東北角」，非宦），少年聰敏。1883年（光緒9年）十四歲中秀才，次年考取廩生。1890年（光緒16年），考入武昌經心書院，1895年（光緒20年）入湖北武備学堂，1897年（光緒22年）考取拔貢，次年参加会試未中，升入國子監，成為監生，成績優異。次年京師大學堂成立，轉入該校。
1900年（光緒26年）受其叔祖陳學棻推薦，認識了榮祿，投筆從戎，任武衛前軍管带。不久因陳學棻過世，護送靈柩回故鄉而辭職。河南學臺林開謨聘其為幕賓，不久又推薦他給四川总督錫良。1903年（光緒29年），錫良任命其为帮統。任内，负责新軍訓練，组织常備軍6营、工兵1营。光緒32年（1906年），任四川新軍第33混成協統領兼四川武備学堂会办。同年，设陸軍小学，陳宧兼任陆军小学会办。1907年（光緒33年），錫良改任雲貴总督，陳宧随行，任雲南新軍協統兼昆明講武堂堂長。1909年（宣統元年）2月，錫良调任東三省总督，陳宧随行，任奉天督練公所总参議。1910年（宣統2年），任東北新軍第20鎮統制，驻奉天。1911年（宣統3年）赴德国学习軍事。
1912年（民国元年）宣統退位後，陳宧归国，经錫良推薦，获袁世凱任用，升任北京政府参謀部参謀次長。实际上代理参謀总長（参謀总長为黎元洪），掌握参謀部实权。後来获授陸軍中将之位。1914年（民国3年）5月，袁世凯设立陸海軍大元帥統率办事处，陳宧为该处成員。主管中国西南地区（四川、雲南、貴州）軍事問題研究并呈报意見。

### 四川将軍

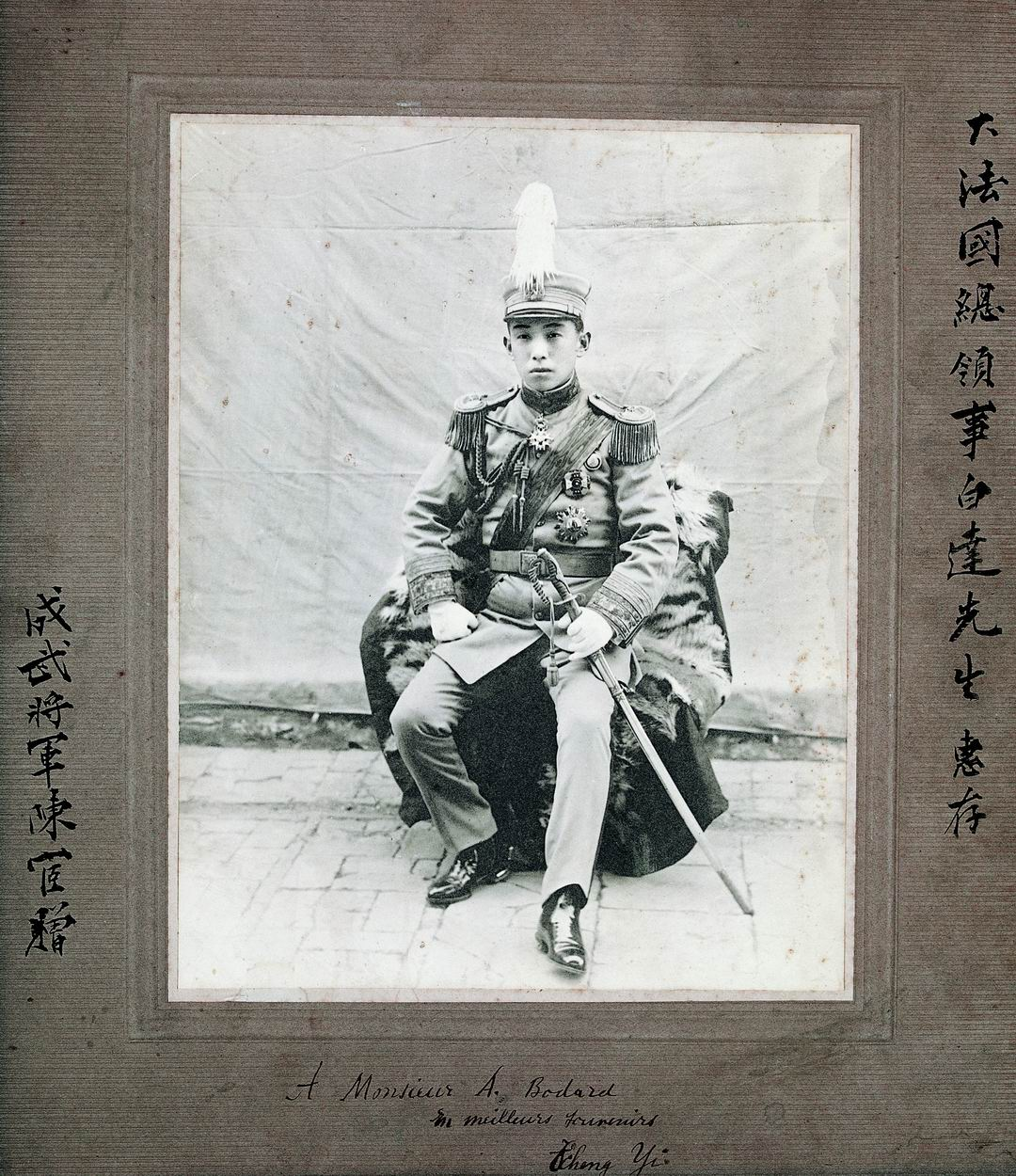
成武将軍陳宧题赠法国驻成都总领事白达的照片

1915年（民国4年）2月，陳宧被任命为毅威将軍兼会办四川軍務，率3個旅入四川。5月21日，兼任四川巡按使。6月22日，特任署理四川巡按使、成武将軍兼行督理四川軍務。陳宧奉袁世凱之命，将袁世凯的権威扩及四川，并排除国民党及共和党、進步党等政党以及川軍的勢力。1915年11月起，袁世凯押后了皇帝即位时间，四川省的代表打出了支持帝制的旗号。另一方面，陳宧同雲南的蔡鍔秘密联络。蔡鍔发动護国战争后，長江上游总司令曹锟率北洋軍主力積極討伐，但陳宧的活動並不是積極的。
袁世凱于1916年（民国5年）3月22日取消帝制。4月初，陳宧與蔡鍔協議停戰一月，南北兩方和談，但因袁世凱眷戀總統大位，護國軍要求袁必須下臺，他百般無奈地於5月3日勸請袁世凱退位，22日，陳宧宣布四川獨立，24日，袁世凱下令將陳宧撤職，並立即回北京，改命川軍第1師師長周駿為署四川將軍（益武将軍署督理四川軍務）。6月6日，袁世凱病逝，7日，黎元洪繼任大總統，雖然陳宧于8日取消四川獨立，周駿全不理會，一意到成都接任，陳、周兩軍對峙，24日，黎元洪命蔡鍔督理四川軍務兼署民政長，陳宧和周駿則被召還北京，25日，陳宧遵令離開成都。7月6日，北京政府命陳宧為湖南督軍兼湖南省長，領馮玉祥部入湘，即被熊希齡阻止。

### 晩年
国民政府時代，陳宧完全从政界引退，寓居北平，过着文人的生活。抗日战争爆发後，1937年（民国26年），親日的中華民国臨時政府在北京成立，该政府招聘陳宧，但被陳宧拒絶。1939年（民国28年）10月24日，陳宧在北京逝世。享年70岁（满69歳）。

## 來源參考
1. ↑  . 時事新報 (上海). 1916-05-08. 自取消帝制之令下，私心竊冀以爲可罷滇黔桂之兵，而饜天下之望矣，乃其效力僅得停戰議和……乃荏苒蹉跎，迄無解決之望……其爭執主要之點，欲得鈞座退位……甚至舉國人之心理亦如是云云，於此可察大勢之已去，人心之已失，雖有大力者，亦不能逆天以挽之矣……帝制尚毅然取消，豈尚戀戀於總統一席……乃國人猶不見諒，種種責難，則毋甯退居頤養之爲快也，此非鈞座恝然於國民，國民先恝然於鈞座耳……若再遷廷時日，則分崩離析之禍，今已見端，後患之來，則宧之所不忍言者矣……陳宧叩。江
2. ↑  . 盛京時報 (奉天). 1916-06-11. 宧旣念時局之艱難，又悚於人民之呼籲，因於江日徑電項城，懇其退位，爲第一次之忠告……宧竊不自量，復於文日爲第二次之忠告……宧爲川民請命，項城虛與委蛇，是項城先自絕於川，宧不能不代表川人與項城决絕，自今日始，四川省與袁氏個人斷絕關係，袁氏在任一日，其以政府名義處分川事者，川省皆視爲無效……中華民國五年五月廿二日，四川都督陳宧叩
3. ↑   (PDF). 政府公報. 1916-05-25, (140號).
4. ↑  . 盛京時報 (奉天). 1916-06-14.
5. ↑   (PDF). 政府公報. 1916-07-07, (182號).
6. ↑  . 時報 (上海). 1916-07-12. 今湯督失敗，前車可鑒，陳督軍若單騎入湘，或者不致衝突，倘仍以馮玉祥之北兵萬人前往長沙，是水益深而火益熱，非徒無益，而又害之也

## 延伸阅读
- 裴高才，莫将“陈宧”当“陈宦”，中华读书报，2012年8月8日，第10版（页面存档备份，存于）

| 前任：胡景伊 | 四川将軍1915年2月 - 1916年5月 （1915年8月前为会办軍務） | 繼任：周駿 |

| 前任：湯薌銘（湖南将軍） | 湖南督軍（未就任）1917年7月 - 8月 （劉人熙代理） | 繼任：譚延闓 |